# Sciades aureopleura
Sciades aureopleura là một loài bọ cánh cứng trong họ Cerambycidae.